# Superpuchar Portugalii w piłce siatkowej mężczyzn
Superpuchar Portugalii w piłce siatkowej mężczyzn (pt. Supertaça de Portugal de Voleibol Masculino) – cykliczne rozgrywki w piłce siatkowej organizowane corocznie przez Portugalski Związek Piłki Siatkowej (Federação Portuguesa de Voleibol), w których rywalizują ze sobą mistrz i zdobywca Pucharu Portugalii. 
Rozgrywki o siatkarski Superpuchar Portugalii po raz pierwszy rozegrane zostały w 1989 roku. Pierwszym zwycięzcą tych rozgrywek został Leixões SC. Najwięcj razy (12) Superpuchar Portugalii zdobywał klub SL Benfica.
W latach 1989–1992 o Superpucharze decydował dwumecz. W 1990 roku oficjalną nazwą rozgrywek był Puchar Federacji (Taça Federação). W latach 1994–1998 rozgrywki o Superpuchar Portugalii rozgrywane były w formie turnieju, w którym uczestniczyły 4 drużyny.

## Triumfatorzy
| Edycja | Data                  | Miejsce spotkania                                           | 1. miejsce                                         | 2. miejsce                                         | Wynik spotkania                         |
| ------ | --------------------- | ----------------------------------------------------------- | -------------------------------------------------- | -------------------------------------------------- | --------------------------------------- |
| 1      | 17.06.1989 25.06.1989 |                                                             | Leixões SC (Mistrz i zdobywca Pucharu Portugalii)  | Sporting CP (Finalista Pucharu Portugalii)         | 3:1 3:0                                 |
| 2      | 1990                  |                                                             | SL Benfica (Zdobywca Pucharu Portugalii)           |                                                    |                                         |
| 3      | 22.06.1991 29.06.1991 | Pavilhão Borges Coutinho, Lizbona Nave de Alvalade, Lizbona | Sporting CP (Zdobywca Pucharu Portugalii)          | SL Benfica (Mistrz Portugalii)                     | 3:1                                     |
| 4      | 21.06.1992 23.06.1992 | Pavilhão Borges Coutinho, Lizbona Nave de Alvalade, Lizbona | Sporting CP (Mistrz Portugalii)                    | SL Benfica (Zdobywca Pucharu Portugalii)           | 3:0                                     |
| 5      | 22.06.1993            | Nave de Alvalade, Lizbona                                   | Sporting CP (Mistrz i zdobywca Pucharu Portugalii) | CD Nacional (Finalista Pucharu Portugalii)         | 3:1                                     |
| 6      | 25.09.1994            |                                                             | Castêlo da Maia GC (Zdobywca Pucharu Portugalii)   | Sporting CP (Mistrz Portugalii)                    | 3:2                                     |
| 7      | 1995                  |                                                             | SC Espinho (Mistrz Portugalii)                     |                                                    |                                         |
| 8      | 1996                  |                                                             | Castêlo da Maia GC (?)                             | SC Espinho (Mistrz i zdobywca Pucharu Portugalii)  |                                         |
| 9      | 28.09.1997            |                                                             | SC Espinho (Mistrz i zdobywca Pucharu Portugalii)  | Castêlo da Maia GC (Finalista Pucharu Portugalii)  | 3:1 (15:17, 15:13, 15:10, 15:12)        |
| 10     | 4.10.1998             | Pavilhão Municipal, Bragança                                | SC Espinho (Mistrz i zdobywca Pucharu Portugalii)  | Esmoriz GC (3. miejsce w Mistrzostwach Portugalii) | 3:0 (15:8, 15:6, 15:10)                 |
| 11     | 2.10.1999             | Pavilhão do Esmoriz, Esmoriz                                | Castêlo da Maia GC (Finalista Pucharu Portugalii)  | SC Espinho (Mistrz i zdobywca Pucharu Portugalii)  |                                         |
| 12     | 2000                  |                                                             | SC Espinho (Mistrz i zdobywca Pucharu Portugalii)  |                                                    |                                         |
| 13     | 2001                  |                                                             | Castêlo da Maia GC (Mistrz Portugalii)             | SC Espinho (Zdobywca Pucharu Portugalii)           |                                         |
| —      | 2002–2009             |                                                             |                                                    |                                                    |                                         |
| 14     | 5.10.2010             | Pavilhão da Póvoa de Varzim, Póvoa de Varzim                | Castêlo da Maia GC (Zdobywca Pucharu Portugalii)   | SC Espinho (Mistrz Portugalii)                     | 3:1 (25:20, 25:22, 24:26, 25:19)        |
| 15     | 5.10.2011             | Pavilhão do Casal Vistoso, Lizbona                          | SL Benfica (Zdobywca Pucharu Portugalii)           | AJ Fonte Bastardo (Mistrz Portugalii)              | 3:0 (25:23, 25:21, 25:21)               |
| 16     | 5.10.2012             | Pavilhão Multidesportos Mário Mexia, Coimbra                | SL Benfica (Zdobywca Pucharu Portugalii)           | SC Espinho (Mistrz Portugalii)                     | 3:0 (25:22, 25:18, 25:16)               |
| 17     | 27.09.2013            | Pavilhão Municipal de Desportos, Vila do Conde              | SL Benfica (Mistrz Portugalii)                     | AJ Fonte Bastardo (Zdobywca Pucharu Portugalii)    | 3:2 (25:21, 21:25, 25:16, 13:25, 15:12) |
| 18     | 11.10.2014            | Pavilhão Multidesportos Mário Mexia, Coimbra                | SL Benfica (Mistrz Portugalii)                     | Castêlo da Maia GC (Zdobywca Pucharu Portugalii)   | 3:0 (25:17, 25:17, 25:21)               |
| 19     | 3.10.2015             | Pavilhão Multidesportos Mário Mexia, Coimbra                | SL Benfica (Mistrz i zdobywca Pucharu Portugalii)  | SC Espinho (Finalista Pucharu Portugalii)          | 3:0 (25:23, 25:17, 25:14)               |
| 20     | 22.10.2016            | Pavilhão Cidade de Viseu, Viseu                             | SL Benfica (Zdobywca Pucharu Portugalii)           | AJ Fonte Bastardo (Mistrz Portugalii)              | 3:0 (25:18, 25:22, 25:17)               |
| 21     | 30.09.2017            | Complexo Municipal dos Desportos, Almada                    | SC Espinho (Zdobywca Pucharu Portugalii)           | SL Benfica (Mistrz Portugalii)                     | 3:2 (19:25, 25:22, 25:23, 29:31, 15:11) |
| 22     | 5.10.2018             | Pavilhão da Póvoa de Varzim, Póvoa de Varzim                | SL Benfica (Zdobywca Pucharu Portugalii)           | Sporting CP (Mistrz Portugalii)                    | 3:0 (25:22, 27:25, 36:34)               |
| 23     | 12.10.2019            | Complexo Municipal dos Desportos, Almada                    | SL Benfica (Mistrz i zdobywca Pucharu Portugalii)  | AJ Fonte Bastardo (Finalista Pucharu Portugalii)   | 3:0 (25:14, 25:18, 25:22)               |
| 24     | 4.11.2020             | Pavilhão Multiusos, Gondomar                                | SL Benfica                                         | SC Espinho                                         | 3:0 (25:16, 25:17, 25:21)               |
| 25     | 2.10.2021             | Pavilhão Municipal de Santo Tirso, Santo Tirso              | SL Benfica (Mistrz Portugalii)                     | Sporting CP (Zdobywca Pucharu Portugalii)          | 3:2 (23:25, 25:21, 25:23, 30:32, 15:12) |
| 26     | 1.10.2022             | Pavilhão Municipal de Santo Tirso, Santo Tirso              | AJ Fonte Bastardo (Finalista Pucharu Portugalii)   | SL Benfica (Mistrz i zdobywca Pucharu Portugalii)  | 3:1 (21:25, 25:19, 25:22, 25:19)        |
| 27     | 5.10.2023             | Pavilhão Municipal de Santo Tirso, Santo Tirso              | SL Benfica (Mistrz i zdobywca Pucharu Portugalii)  | AJ Fonte Bastardo (Finalista Pucharu Portugalii)   | 3:0 (25:17, 25:21, 25:14)               |
| 28     | 29.09.2024            | Pavilhão Municipal de Santo Tirso, Santo Tirso              | Sporting CP (Zdobywca Pucharu Portugalii)          | SL Benfica (Mistrz Portugalii)                     | 3:1 (25:23, 19:25, 25:22, 25:19)        |

## Bilans klubów
| Klub               | Liczba zwycięstw |
| ------------------ | ---------------- |
| SL Benfica         | 12               |
| Castêlo da Maia GC | 5                |
| SC Espinho         | 5                |
| Sporting CP        | 4                |
| AJ Fonte Bastardo  | 1                |
| Leixões SC         | 1                |